# Р22 (Росія)
Автомагістраль Р22 або Автомагістраль «Каспій» — головна автомагістраль, що сполучає Москву і Каспійське море. Відгалуження від M4 на південь від Ступино, і повертає на південний схід далі Рязанською областю , Тамбовською областю і Волгоградською областю, прямує вздовж правого берегу Волга через Волгоград і далі до Астрахані.
Її довжина становить 1381 км. Ділянка між Москвою і Астраханню — частина E119, а ділянка між Волгоградом і Астраханню — частина Е40.

## Маршрут
0 км — Кашира (Московська область)
Рязанська область
100 км — Михайлів
192 км — Рязьк
222 км  – відгалуження на Чаплигін
Тамбовська область
242 км — Первомайське
286 км — Мічурінськ
337 км — Тамбов
377 км — Знаменка
432 км  – Туголуково (до Жердівки)
Воронізька область
499 км — Борисоглєбськ
519 км — Поворино
Волгоградська область
609 км — Новоаннінський
673 км — Михайлівка
728 км — Фролово
756 км — Лог
778 км — Іловля
861 км — Волгоград, відгалуження A260
Астраханська область
945 км — Солодникі
972 км — Вязовка
1002 км – Стариця
1022 км — Чорний Яр
1062 км — Николаєвське
Калмикія
1095 км — Цаган-Аман
Астраханська область
1138 км — Єнотаєвка
1208 км– Зам'яни
1286 км — Астрахань початок A154 та A340